# 安住悦太郎
安住 悦太郎（あずみ えつたろう、1891年〈明治24年〉5月20日 - 没年不明）は、日本の商人（薬種貿易商）、実業家。族籍は大阪府平民。

## 経歴
鳥取県八頭郡那岐村大字奥本（現・智頭町）出身。安住瀧蔵の二男。叔父・安住伊三郎の養子となる。1913年、第三高等学校卒業。1916年、京都帝国大学法科大学卒業。
薬種貿易商で、殺虫剤製造業及び輸出業を営む。安住大薬房社長・同常務取締役・同専務取締役、安住産業会長・同取締役、タイ国名誉副領事などをつとめる。

## 人物
宗教は真言宗。趣味は釣魚、長唄。大阪市在籍で、住所は大阪府豊能郡箕面半町（現・箕面市）。

## 家族・親族
安住家
- 叔父、養父・伊三郎（1867年 - 1949年、殺虫剤商[2]、蚤取粉商[5]、安住大薬房社長、タイ国名誉領事[12]） - 父・安住瀧蔵の弟である[5]。
- 妻・貞（1898年 - ?、大阪、谷川文治の三女）[2][12]
- 長男・善太郎[2][12][14]（1924年 - ?、安住産業代表取締役[15]）
  - 同妻[15]
  - 同長男[15]
- 長女、二女[1][2]